# Dakiri
Dakiri est une commune rurale située dans le département de Manni de la province de la Gnagna dans la région de l'Est au Burkina Faso.

## Géographie
Dakiri est situé à 5 km au Nord-Ouest de Manni, chef-lieu du département. La commune est située à proximité immédiate de la route nationale 18.

## Économie
L'économie de la commune est liée aux importantes exploitations agricoles, de la zone de Siédougou, permises grâce à l'irrigation fournie par le barrage en remblai réalisé entre Tambidi et Lipaka en amont sur la rivière Gouaya.

## Santé et éducation
Dakiri accueille un centre de santé et de promotion sociale (CSPS).